# 奇齿丽鱼属
奇齒麗魚屬，是條鰭魚綱䲁形目麗魚科下的一個屬。

## 分類
本屬屬於褶唇麗魚亞科，目前被認可的種如下：
- 野奇齒麗魚 Perissodus eccentricus
- 小鱗奇齒麗魚 Perissodus microlepis